# Natalie (網站)
Natalie（日语： natarī */?）是一個日本娛樂新聞網站，於2007年2月1日創立，以胡里奧·伊格萊西亞斯的歌曲《Nathalie》命名（日文寫法同為），中文又譯為「娜塔莉」。主要提供流行音樂、漫畫、搞笑藝人、電影等娛樂相關領域之新聞，亦經營線上購物服務。
Natalie的營運者為娜塔莎公司（株式会社ナターシャ，Natasha Inc.），原由愛貝克思、國王唱片、講談社、小學館、索尼音樂等多家日本娛樂及出版相關業者共同出資成立，2014年8月後由KDDI持有最多股份。除了自有網站外，Natalie亦同時為Livedoor、GREE、雅虎日本等網站提供新聞。截至2010年12月，Natalie的Twitter帳號擁有約27萬名關注者，人數在當時日本傳媒業者中名列第三，僅次於每日新聞和朝日新聞之後。

## 相關書籍
- 〈YOUR BOOKS 02〉2014年8月20日發售，ISBN 978-4-575-30700-9
- 2015年8月7日發售，ISBN 978-4-8443-3872-7

## 外部連結
- Natalie - 流行文化新聞網 （页面存档备份，存于）（日語）
- Natasha Inc. 株式會社Natasha （页面存档备份，存于）（日語）